# Arlandastad

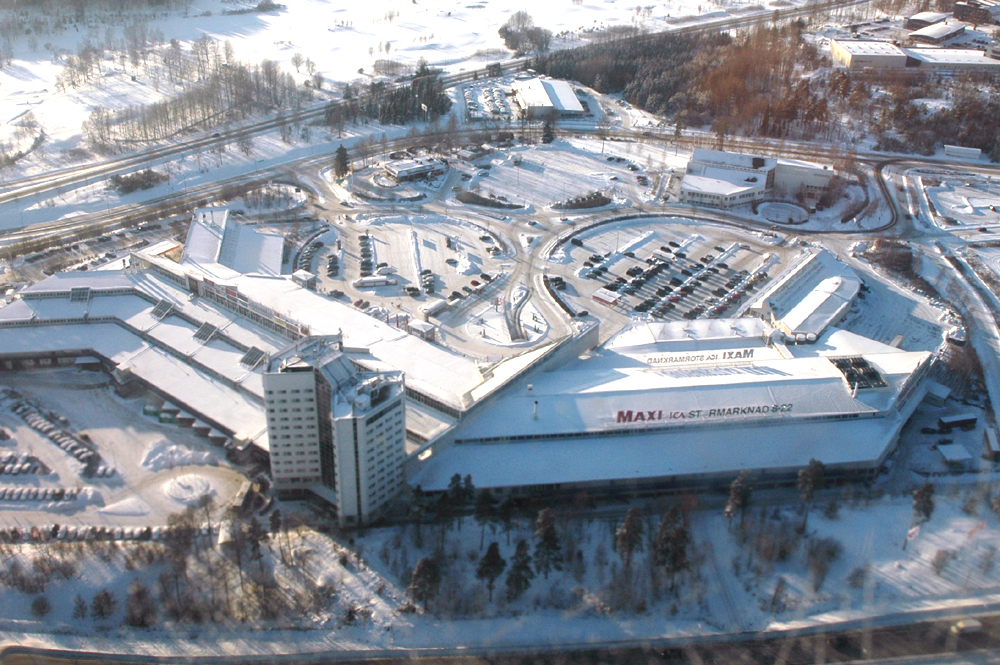
Ett flygfoto över Scandinavian XPO i Arlandastad.

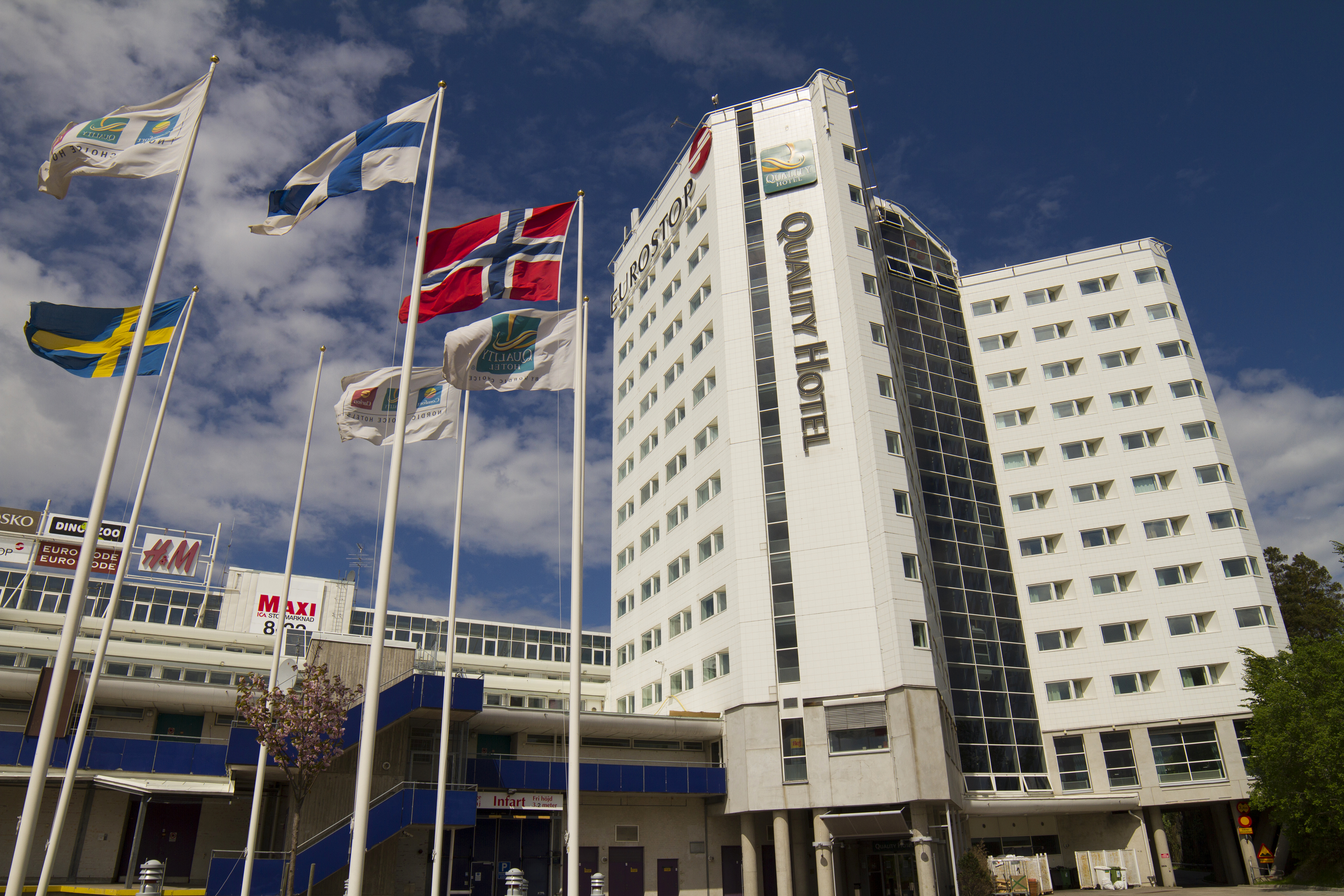
Quality Hotel i Scandinavian XPO i Arlandastad.

Arlandastad ligger vid väg E4, mellan Arlanda flygplats och Märsta i Sigtuna kommun. Arlandastad är en egen postort och en del av den nya flygplatsstaden som växer fram vid Arlanda.
Verksamheter belägna i Arlandastad har funnits länge med diverse butiker och service. Området blev mer känt 1992 då shoppinggallerian Eurostop invigdes. Prins Bertil tog det första spadtaget.
Idag har gamla Eurostop gått i graven för att ge plats för en ny mötes- och evenemangsarena, Scandinavian XPO som växer fram i fastigheten. Etapp 1 på 40 000 kvm öppnade januari 2021 och etapp 2 av arenan pågår. Befintliga verksamheter i fastigheten som har öppet är exempelvis Quality Hotel Arlanda XPO, Widforss Skjutbiograf, Eurostop Salonger, Circle K, Byggmax och Ahlsell. Hela anläggningen ägs och förvaltas idag (2020) av Arlandastad Group AB som förvärvade fastigheten 2017 från Unibail-Rodamco-Westfield.